# Pseudokerana fulgur
Pseudokerana fulgur är en fjärilsart som beskrevs av De Nicéville 1894. Pseudokerana fulgur ingår i släktet Pseudokerana och familjen tjockhuvuden. Inga underarter finns listade i Catalogue of Life.